# Asbestopluma hypogea
Asbestopluma hypogea es una especie de esponjas de mar de la clase Demospongiae. Presentan la peculiaridad de ser carnívoras en el sentido estricto. Es decir, tienen modificado su cuerpo para atrapar con sus tentáculos pequeños organismos. Viven en fondos oceánicos y cuevas submarinas. Su peculiaridades etológicas provocaron una controversia en sí deben encuadrarse como esponjas o no.